# Miss Monde 1957
Miss Monde 1957, est la 7e élection de Miss Monde, qui s'est déroulée à Lyceum Theatre de Londres, au Royaume-Uni, le 14 octobre 1957. 
La lauréate du concours est Marita Lindahl, Miss Finlande 1957 et a été couronnée par l'allemande Petra Schürmann, Miss Monde 1956. Elle est la première finlandaise à remporter le concours. Elle est également la troisième scandinave à être élue Miss Monde après la lauréate suédoise May Louise Flodin en 1952.

## Résultats
| Résultat Final  | Candidates                           |
| --------------- | ------------------------------------ |
| Miss Monde 1957 | - Finlande - Marita Lindahl          |
| 1re Dauphine    | - Danemark - Lilian Juul Madsen      |
| 2e Dauphine     | - Afrique du Sud - Adele June Kruger |
| 3e Dauphine     | - Tunisie - Jacqueline Tapia         |
| 4e Dauphine     | - Japon - Muneko Yorifuji            |
| 5e Dauphine     | - France - Claude Inès Navarro       |
| 6e Dauphine     | - Israël - Sara Elimor               |

## Candidates

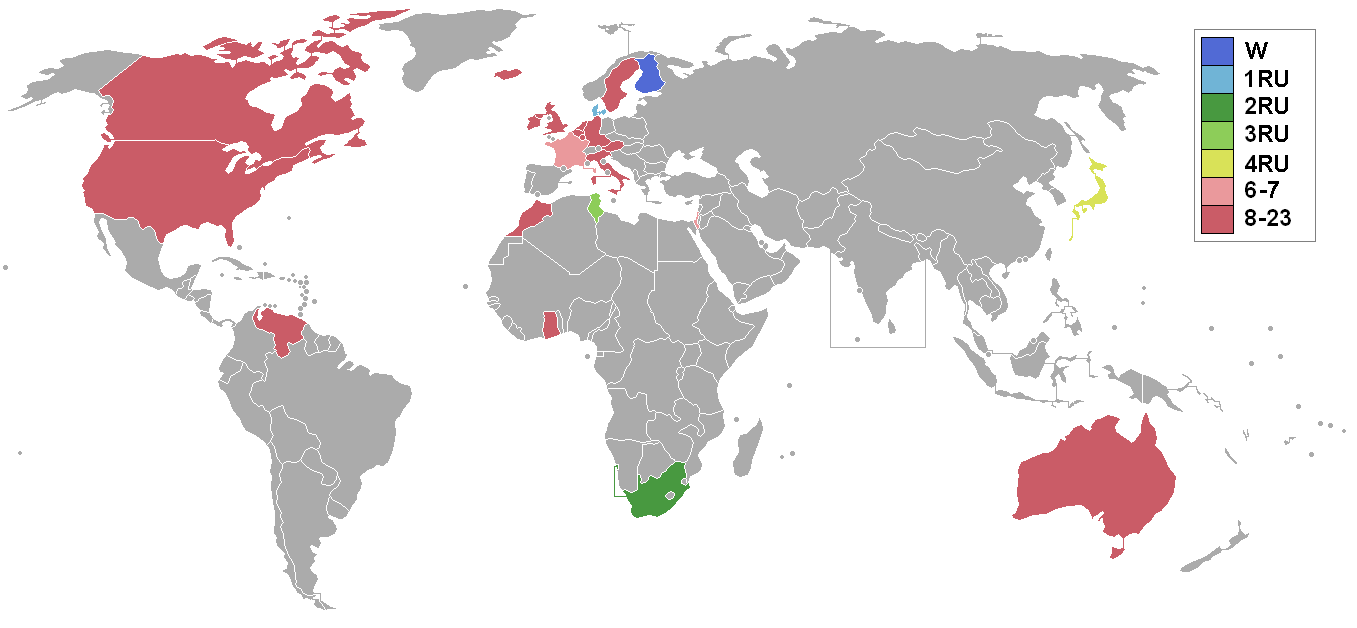
Pays des participantes et résultats

- Afrique du Sud  - Adele June Kruger
- Allemagne - Annemarie Karsten
- Australie - June Finlayson
- Autriche - Lilly Fischer
- Belgique - Jeanine Chandelle
- Canada - Judith Eleanor Welch
- Danemark - Lilian Juul Madsen
- États-Unis - Charlotte Sheffield
- Finlande - Marita Lindahl
- France - Claude Inès Navarro
- Royaume-Uni - Leila Williams
- Grèce - Nana Gasparatou
- Pays-Bas - Christina van Zijp
- Islande - Rúna Brynjólfdóttir
- Irlande - Nessa Welsh
- Israël - Sara Elimor
- Italie - Anna Gorassini
- Japon - Muneko Yorifuji
- Luxembourg - Josée Jaminet
- Maroc - Danielle Muller
- Suède - Elenore Edin
- Tunisie - Jacqueline Tapia
- Venezuela - Consuelo Nouel Gómez

## Observations